# Estrema sinistra in Europa
L'estrema sinistra designa una categoria politica con contorni relativi. Pertanto, questo termine può qualificare le correnti rivoluzionarie che mirano all'abolizione del capitalismo come le organizzazioni marxiste o anarchiche, persino certe correnti socialiste o ecologiche .
A seconda del paese e del contesto, il termine "estrema sinistra" viene, infatti, utilizzato per quattro tipi di visione o movimento:
- movimenti seduti alla sinistra dei partiti socialisti (o socialdemocratici ) e dei partiti comunisti locali;
- tutti i movimenti e i partiti seduti, quando hanno eletto rappresentanti, all'estrema sinistra dell'emiciclo - è quindi opportuno parlare di "estrema sinistra dello spettro politico" o "estrema sinistra parlamentare”;
- un insieme di partiti e gruppi rivoluzionari che chiaramente si allontanano dal parlamentarismo dalla loro ideologia;

Non esiste una definizione che possa davvero circoscrivere l'estrema sinistra in termini di valori o organizzazione, soprattutto perché la classificazione è talvolta respinta dagli interessati. A causa di una definizione con contorni vaghi, queste organizzazioni si caratterizzano innanzitutto per essere situate alla sinistra dei partiti socialista e comunista.

## Austria
Il Partito Comunista d'Austria è talvolta considerato un partito di estrema sinistra; tuttavia, la sua linea è più riformista rispetto ai partiti tradizionalmente considerati di estrema sinistra. Non ha membri del Nationalrat dal 1959, ma dal 2005 ha ottenuto risultati molto alti in Stiria.

## Belgio
Come la maggior parte dei paesi europei, l'estrema sinistra è presente in Belgio da molto tempo. Storicamente, corrisponde al Partito dei lavoratori belga (POB, fondato nel 1885) e al Partito Comunista del Belgio (PCB). Trotskisti e attivisti della sinistra cattolica della PWT e dell'UGS hanno creato nel 1970 la Lega Rivoluzionaria dei Lavoratori (LRT). La LRT diventerà la sezione belga della Quarta Internazionale. Da parte loro, erano emerse diverse organizzazioni marxiste-leniniste influenzate dalla rivoluzione culturale cinese o dagli eventi del Maggio francese: Action communiste (AC), Lutte communiste (LC), Centre d'action, de recherche et d'études marxiste (Carem) e La Parole au Peuple (orientamento Mao-spontex). Gli anni '80 hanno visto la scomparsa degli ultimi rappresentanti eletti comunisti in Parlamento, nonché nei consigli comunali nella regione di Bruxelles. Alle elezioni comunali del 1988, in alcuni comuni di Bruxelles sono state presentate le liste Ensemble vers l'alternative (EVA) dal POS trotskista, dal PC e da altre organizzazioni di sinistra, Solidarité et participation e Verts pour une gauche alternative, senza eleggere rappresentanti. Un simile tentativo, Gauches unies, ha ugualmente fallito alle elezioni europee del giugno 1994, alle elezioni comunali dell'ottobre 1994 e alle elezioni regionali di Bruxelles nel giugno 1995. Attualmente il principale partito belga di estrema sinistra è il Partito del Lavoro del Belgio (PTB) che è marxista-leninista e ha alcuni rappresentanti nei parlamenti regionali e federale.

## Bielorussia
Il Partito Comunista della Bielorussia, nato nel 1996 a seguito di una scissione con il Partito dei Comunisti di Bielorussia, è il principale partito di estrema sinistra nel paese. A differenza del partito originale da cui si è separato, è un forte sostenitore del regime autocratico di Alexander Lukashenko e appartiene alla maggioranza presidenziale. Pertanto partecipa al governo e sostiene anche una politica filo-russa.

## Cipro
Il Partito progressista dei lavoratori  è un partito politico cipriota con un orientamento marxista-leninista. Ci sono anche altri tre partiti ciprioti di estrema sinistra: il raduno del comitato per una sinistra radicale (comunista), la nuova sinistra internazionalista (trotskista) e la democrazia dei lavoratori (anche trotskista).

## Danimarca
La Unity List è un partito danese classificato all'estrema sinistra, per la sua posizione nel Folketing, il Parlamento danese. Il partito è stato fondato nel 1989 grazie alla collaborazione di VS (Socialisti di Sinistra, Venstresocialisterne), DKP (Partito comunista danese, Danmarks Kommunistiske Parti) e SAP (Socialistisk Arbejderparti, sezione danese della quarta internazionale). Il partito è anticapitalista ed ecosocialista e ha 13 deputati. L'estrema sinistra libertaria è rappresentata dall'organizzazione Libertære Socialister .

## Estonia
Il Partito della Sinistra unita (in estone, Eestimaa Ühendatud Vasakpartei ) è un partito politico estone creato il 28 giugno 2008 dall'incontro del Partito di sinistra e del Partito della Costituzione.

## Francia
Secondo Irene Pereira, "Le nozioni di" sinistra radicale" o "sinistra della sinistra" sono prima di tutto il risultato del declino del blocco orientale e del fatto che il Partito comunista non era quindi più in grado di attrarre l'intera sinistra. È anche la necessità di situarsi in relazione al Partito socialista francese, che diventa un partito di governo dagli anni '80, che giustifica il loro uso ”. Designati come "sinistra radicale", "sinistra combattiva" o "sinistra anticapitalista" dagli scienziati politici, questi gruppi si trovano alla "sinistra della sinistra" dei movimenti riformisti e antiliberali.

## Finlandia
Il primo partito finlandese di estrema sinistra è il Partito comunista finlandese (1918), creato dai rifugiati comunisti dopo la guerra civile finlandese . Rimase illegale fino alla fine della seconda guerra mondiale, si presentò più volte alle elezioni e partecipò a vari governi. Durante la guerra fredda, il partito fu uno dei più potenti partiti comunisti in Europa occidentale. Il partito fu sciolta dopo la caduta del muro di Berlino. Il suo nome è stato assunto da un altro partito comunista, il Partito comunista finlandese (1997), che non ha rappresentanza in parlamento.
L'Alleanza di sinistra può essere considerata l'estrema sinistra per queste richieste incentrate sulla giustizia sociale e sull'ecologia e su questi legami con i partiti comunisti europei.

## Germania
L'estrema sinistra tedesca esiste dal XIX secolo. Dopo la guerra del 14-18, tentò invano di prendere il potere durante la Rivoluzione tedesca del 1918-1919. Sotto il Terzo Reich, fu perseguitata e prese parte alla resistenza tedesca al nazismo. Negli anni '70, vari movimenti comunisti, anarchici e rivoluzionari presero le armi, tra cui la famosa frazione dell'Armata Rossa, la Revolutionäre Zellen e la Rote Zora. Attualmente i principali partiti dell'estrema sinistra tedesca sono:
- Die Linke, fondato nel 2007, questo partito afferma di essere socialdemocratico. È erede del partito unico della Germania dell'Est[7]
- il DKP, fondato nel 1968, questo partito di orientamento marxista-leninista non ha rappresentanti.
- il KPD, fondato nel 1990 dai comunisti della Germania orientale che hanno rifiutato il processo di riunificazione allora in corso, rivendica il nome e il patrimonio politico dello storico KPD, ma non è mai andato oltre la fase gruppuscolare.
- il partito marxista-leninista di Germania, fondato nel 1982, il partito sostiene non solo Marx, Engels e Lenin, ma anche Stalin e Mao[8]

## Grecia
Il principale partito di estrema sinistra greca è il Partito Comunista di Grecia (KKE), di orientamento marxista-leninista.
SYRIZA, guidata da Aléxis Tsípras, una coalizione di partiti di sinistra radicale, con 71 deputati, è talvolta considerata di estrema sinistra, in particolare perché include diverse organizzazioni trotskiste o maoiste come Synaspismós o l'Organizzazione comunista della Grecia . Nel gennaio 2015, SYRIZA ha vinto le elezioni legislative anticipate con il 36,34% dei voti e il suo leader, Aléxis Tsípras, è diventato Primo Ministro. Alcuni dei suoi membri sono coinvolti in azioni (a volte violente) contro il partito neonazista Alba Dorata. Nell'agosto 2015, i deputati più di sinistra di SYRIZA hanno creato l'Unità popolare, un movimento esplicitamente di estrema sinistra.
Il paese ha anche un'altra organizzazione apertamente di sinistra: ANTARSYA, che riunisce trotzkisti, marxisti - leninisti, maoisti e ecosocialisti o il movimento anti-austerità Io Non Pago.

## Irlanda
Il principale partito di estrema sinistra irlandese è il Partito socialista . La sua ideologia è principalmente il trotskismo . Il partito è rappresentato nel parlamento irlandese con 3 deputati.

## Italia
Dopo il Congresso di Livorno (1921) e l'apparizione del Partito Comunista Italiano, l'estrema sinistra si situa alla sinistra di quest'ultimo e spesso in opposizione frontale e inconciliabile. A volte è stato vicina a forme di attivismo, persino al terrorismo, come le Brigate Rosse. Tutti questi movimenti proliferarono dopo il 1968. Fu solo dopo la morte di Aldo Moro nel 1978, con la nascita di Democrazia proletaria che ne è stata a lungo il rappresentante più importante, che quasi tutti i movimenti extraparlamentari dell'estrema sinistra hanno rinunciato a qualsiasi forma di violenza, con il minore episodio delle Nuove Brigate Rosse al volgere del XXI secolo. La maggior parte dei movimenti che avevano avuto la loro importanza, critici, mediatici e persino elettorali, finiscono gradualmente per scomparire dalla scena politica italiana.
Tra i partiti italiani di estrema sinistra si possono annoverare: 
- Partito Comunista Italiano;
- Partito Comunista dei Lavoratori;
- Partito Comunista;

## Lussemburgo
La Gauche è un movimento politico lussemburghese di sinistra, fondato nel 1999. È membro del Partito della Sinistra europea ed è associato al gruppo parlamentare della Sinistra unitaria europea / Sinistra verde nordica . Con un orientamento piuttosto riformista, si pone la questione della sua classificazione all'estrema sinistra.

## Norvegia
Il primo vero partito di estrema sinistra norvegese è l'Alleanza Elettorale Rossa; nel 2007 confluì in Rødt, che entrò la prima volta in Parlamento alle elezioni del 2017.
Il principale partito di estrema sinistra in Norvegia è il Partito Socialista di Sinistra, un partito anticapitalista e socialista. Il partito arriva in 5 posizione alle elezioni legislative del 2017, conquistando 11 seggi in parlamento e fa parte del gruppo europeo Sinistra unitaria europea / Sinistra verde nordica.
Possiamo anche citare le principali organizzazioni anarchiche norvegesi Motmakt, la Lega sindacalista norvegese, e la Federazione anarchica di Norvegia.

## Paesi Bassi
Il principale partito di estrema sinistra olandese è il Nuovo partito comunista dei Paesi Bassi, fondato nel 1992 e che si rivendica al marxismo-leninismo, extraparlamentare.
Il Partito Socialista, sesta maggiore formazione politica del paese, a volte è anche considerata dell'estrema sinistra a causa di rivendicazioni populiste della sinistra e di legami storici con il maoismo.

## Portogallo

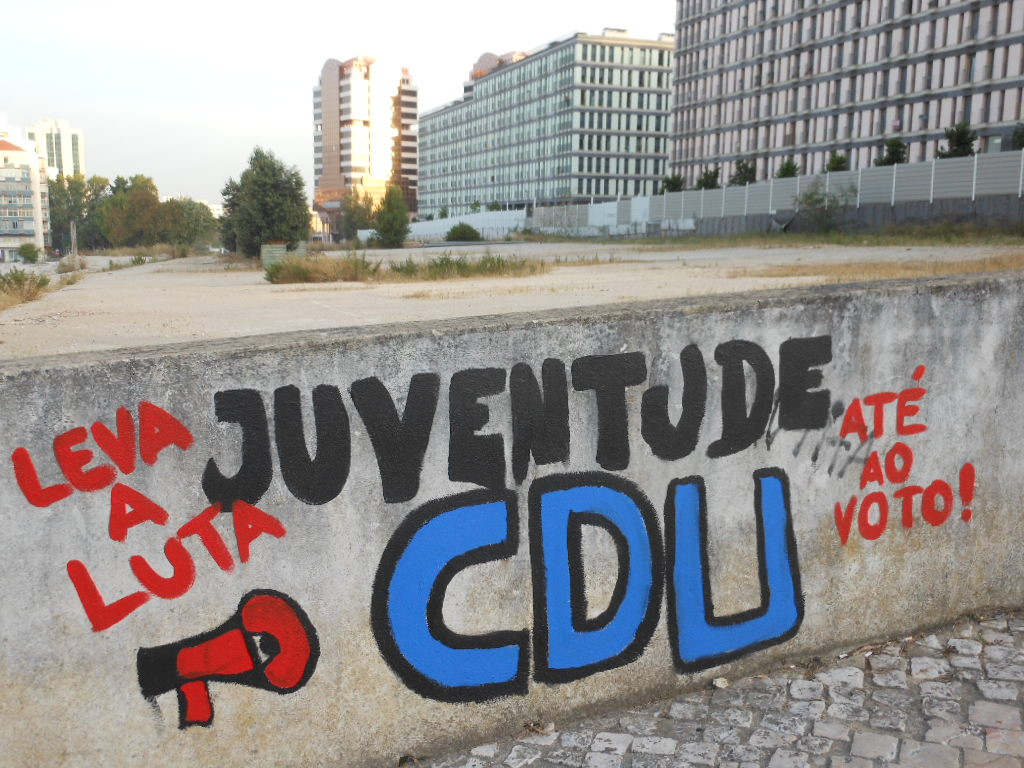
Graffiti a sostegno del Partito comunista portoghese

Il Partito dei Lavoratori dell'Unità Socialista fu uno dei primi importanti partiti di estrema sinistra, fondato nel 1976, era membro della Quarta Internazionale (Lambertista). Attualmente, ci sono due partiti di estrema sinistra nel parlamento portoghese:
- il Partito Comunista Portoghese, un partito che sostiene il marxismo-leninismo e l'internazionalismo, membro della Sinistra unitaria europea / Sinistra verde nordica. Il partito è membro della Unitary Democratic Coalition;
- il Blocco di Sinistra, un partito fortemente anticapitalista, che va dal trotskismo al socialismo democratico. È membro della Sinistra anticapitalista europea.

Ci sono altri piccoli gruppi dell'estrema sinistra, come il Partito dei Lavoratori dell'Unità Socialista, che si rivendica alla Quarta Internazionale. Il partito non ha mai avuto più dell'1,8% dei voti durante le elezioni legislative.

## Repubblica Ceca
Il Partito Comunista di Boemia e Moravia è il principale partito marxista nel paese. Il partito ha 15 deputati, un deputato e 86 consiglieri regionali. Come per molti partiti membri del Partito della Sinistra europea, è difficile classificarlo chiaramente all'estrema sinistra. La maggior parte degli osservatori lo colloca tra la sinistra, e l'estrema sinistra,,.

## Romania
Il principale partito di estrema sinistra rumena è il Partito comunista rumeno (PCR), erede dell'omonimo Partito comunista della guerra fredda; non è riconosciuto dalle autorità. Altri partiti dichiarano di essere marxisti ma sono più riformisti della PCR, come il Partito socialista rumeno, membro del Partito della Sinistra europea.

## Regno Unito

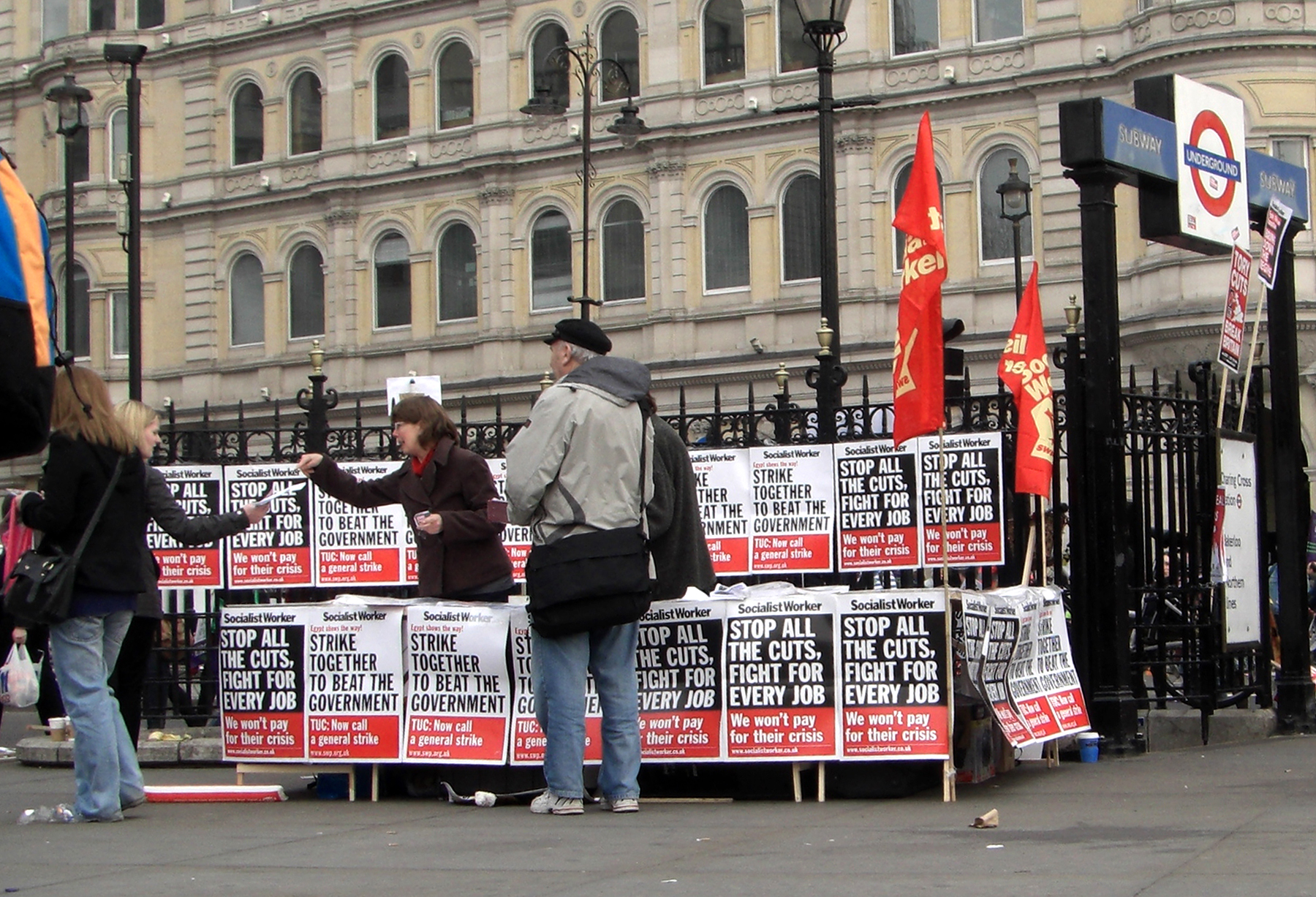
Stand del Socialist Workers Party a Londra (2011).

In Gran Bretagna il termine «sinistra dura» («hard left») è usato spesso in modo dispregiativo per riferirsi a movimenti e idee politiche al di fuori del centro-sinistra. Il termine è stato usato più formalmente nel Regno Unito nel contesto di dibattiti all'interno del Partito Laburista e nella sinistra più ampia degli anni 1980 per descrivere gruppi trotskisti come Militant Tendency, Socialist Organiser e Socialist Action. All'interno del partito la sinistra dura rappresentata dal Campaign Group ha aderito a visioni più fortemente socialiste mentre la «sinistra morbida» («soft left»), associata per esempio al Tribune Group, abbracciava idee socialdemocratiche più moderate. I politici comunemente descritti come all'estrema sinistra del partito laburista includevano Tony Benn, Derek Hatton, Ken Livingstone, Dennis Skinner e Eric Heffer.
Il termine è stato usato dagli allora oppositori politici del Partito Laburista, ad esempio durante le campagne elettorali del Partito Conservatore dei primi anni 1990 e dai media.
I partiti britannici di estrema sinistra non sono rappresentati in parlamento ma esistono come:
- Respect Party: piccolo partito socialdemocratico, membro della Sinistra anticapitalista europea,
- Socialist Workers Party: piccolo partito che sostiene il trotskismo, che fa parte della sinistra anticapitalista europea,
- Partito rivoluzionario dei lavoratori: piccolo partito trotskista, affiliato al Comitato Internazionale della Quarta Internazionale,
- Partito Comunista di Gran Bretagna (marxista-leninista)   : piccolo partito marxista-leninista che elogia Stalin e la Corea del Nord[27],
- Partito Comunista Rivoluzionario della Gran Bretagna (marxista-leninista): piccolo partito britannico di estrema sinistra che sostiene l'hoxhaismo,
- Partito socialista di Inghilterra e Galles: radicale membro del partito socialista della Sinistra anticapitalista europea,
- The Angry Brigade: Gruppo armato degli anni '70 che sosteneva di essere anarco-comunista,
- Workers' Fight: Partito trotskista e femminista,
- Solidarity: Partito scozzese socialista radicale e per l'indipendenza.
- Partito Socialista della Gran Bretagna (SPGB),  partito marxista membro del World Socialist Movement.

## Russia
La Russia fu governata dal 1917 al 1991 dal Partito bolscevico, che dopo la creazione dell'URSS divenne il Partito Comunista dell'Unione Sovietica. Oggi la Russia ha diverse organizzazioni di estrema sinistra, con la particolarità di essere, per alcuni, tinte di nazionalismo, come il Partito Comunista della Federazione Russa o il partito L'Altra Russia, che è succeduto nel 2010 al Partito nazional-bolscevico, bandito tre anni prima, che sosteneva una rivoluzione di tipo leninista,. Esistono altre formazioni minori di estrema sinistra in Russia, come il Fronte di sinistra o i comunisti della Russia . Infine, esistono anche organizzazioni comuniste trotskiste e libertarie, con un orientamento internazionalista.

## Slovacchia
Il Partito Comunista di Slovacchia è il partito successore del singolo Partito Comunista della Guerra Fredda. Il partito sostiene in particolare il marxismo-leninismo. È extraparlamentare.

## Spagna

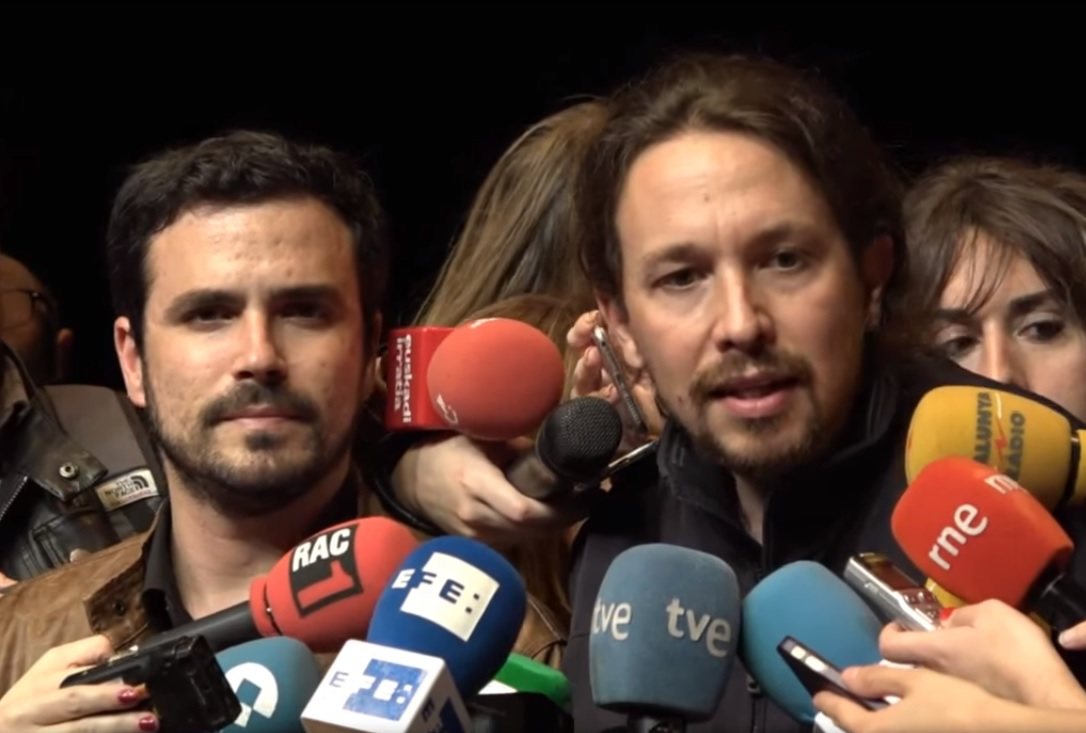
Alberto Garzón e Pablo Iglesias, i due leader di Unidos Podemos

I movimenti spagnoli di estrema sinistra più conosciuti sono il partito di indipendenza basca Batasuna e la sua ala armata Euskadi ta Askatasuna, nonché il Movimiento Ibérico de Liberación (movimento anarchico e anti-francoista). Esistono altri partiti regionali di estrema sinistra e indipendenza, come la Candidatura di Unità Popolare (CUP), che fa campagne per l'indipendenza della Catalogna.
Ci sono anche partiti di estrema sinistra che hanno combattuto contro la Spagna franchista, tra cui il Partito Operaio di Unificazione Marxista che ha partecipato attivamente alla guerra spagnola contro il generale Franco, il Partito Comunista Operaio Spagnolo che ha anche ha partecipato alla guerra contro il franchismo. Attualmente, il Partito comunista spagnolo è più riformista di prima ed è più difficile classificarlo all'estrema sinistra.
Va anche sottolineato il peso del sindacalismo libertario rappresentato dalla Confederazione generale del lavoro (la più grande unione libertaria al mondo), dalla Confederazione nazionale del lavoro (CNT, seconda più grande unione anarchica al mondo) e da <i>Solidaridad Obrera</i> .
Il partito anti-austerità Podemos è considerato di sinistra radicale o addirittura di estrema sinistra per la sua ideologia e rivendicazioni,. Nel maggio 2016, il partito ha unito le forze con altri partiti di sinistra radicale e di estrema sinistra, tra cui Izquierda Unida, il principale partito di estrema sinistra nel paese,,,, per formare Unidos Podemos. Questa coalizione ottiene più del 20% dei voti nelle elezioni generali del 2016 e diventa così la terza forza politica del paese.

## Svezia

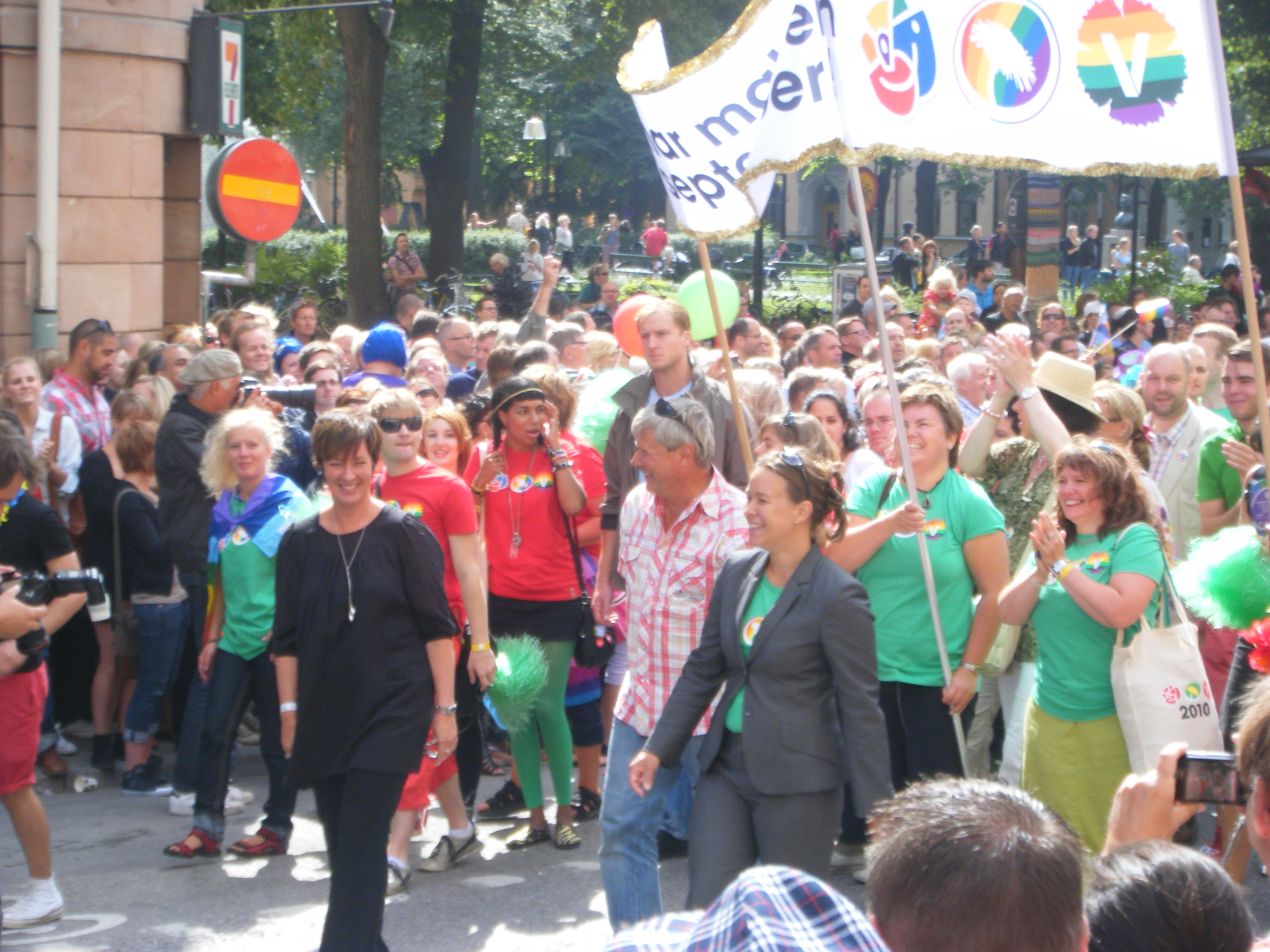
Partito di sinistra durante il Gay Pride nel 2010.

Il Partito di sinistra, fondato nel 1917 come Partito Comunista di Svezia, è in parlamento da 100 anni,.
Nel 1967, il Partito Comunista di Svezia (SKP) si divise dal Partito di Sinistra, respingendo la linea eurocomunista di quest'ultimo e adottando una linea filo-cinese. Ora è inattivo.
Nel 1977, la Lega comunista di marxisti-leninisti (rivoluzionari) (KFML (r)) si separò dalla SKP e adottò una linea anti-revisionista . Ora mantiene collegamenti con altri partiti di estrema sinistra come il Partito comunista greco, il Fronte popolare per la liberazione della Palestina, il Fronte Polisario e il Partito laburista coreano.
La forza principale dell'estrema sinistra libertaria in Svezia è il sindacato Sveriges Arbetares Centralorganisation.

## Svizzera
À gauche toute! (composto da SolidaritéS e dal Partito del Lavoro), il Movimento per il socialismo, il Partito laburista svizzero, La Gauche Anticapitaliste e "La Gauche - Die Linke" sono movimenti di sinistra anticapitalisti, caratterizzati da una posizione politica a sinistra del Partito socialista svizzero . Chiedono, tra l'altro, la regolarizzazione dei migranti privi di documenti, l'emancipazione delle donne e la stimolazione dell '"azione diretta", le mobilitazioni e le azioni sindacali. Questi movimenti sono vicini ad altri partiti anticapitalisti tra cui il Nuovo Partito anticapitalista (Francia) e il Partito socialista dei lavoratori (Regno Unito). L'estrema sinistra svizzera è anche rappresentata dall'Organizzazione socialista libertaria.

## Turchia
Terza forza politica del paese, il Partito Democratico dei Popoli è talvolta considerato all'estrema sinistra a causa della sua ideologia progressista, socialdemocratici e a favore delle minoranze sessuali ed etniche, ma anche per i suoi legami con i partiti di sinistra radicale e europei di estrema sinistra come SYRIZA o il Partito comunista francese.
Vi sono anche movimenti armati di estrema sinistra come il Partito comunista turco / marxista-leninista, il principale movimento armato turco di estrema sinistra.
Anche il Partito dei lavoratori del Kurdistan, che usa la lotta armata dagli anni '70 per l'indipendenza del Kurdistan, è considerato di estrema sinistra.
Anche il Partito della libertà e della solidarietà è considerato di estrema sinistra per via dei suoi legami.
Sebbene sia nazionalista, il Partito dei lavoratori è inoltre considerato di estrema sinistra a causa della sua ideologia maoista e populista.

## Ucraina
Il principale partito ucraino di estrema sinistra è il Partito comunista ucraino, partito marxista-leninista e populista di sinistra, che è il successore dell'ex partito comunista dell'era sovietica. Il partito ha ottenuto i suoi risultati migliori nelle elezioni legislative del 2002 con quasi il 20% dei voti. Durante le manifestazioni di Euromaidan il partito ha sostenuto il presidente uscente Viktor Yanukovich, votando all'unanimità, a favore delle leggi del 16 gennaio 2014.
Nel 2015 il governo di Petro Poroshenko ha vietato al Partito comunista ucraino con decreto di presentarsi alle elezioni.

## Ungheria
Il Partito dei lavoratori ungherese è un partito politico ungherese fondato nel 1989 dalla minoranza ortodossa dell'ex partito unico della Repubblica popolare ungherese: il Partito socialista operaio ungherese. Non ha rappresentanti eletti.